# (36060) Babuška
(36060) Babuška – planetoida z grupy pasa głównego asteroid okrążająca Słońce w ciągu 4 lat i 65 dni w średniej odległości 2,59 j.a. Została odkryta 14 września 1999 roku w obserwatorium astronomicznym w Ondřejovie przez Petra Pravca i Petera Kušniráka. Nazwa planetoidy pochodzi od Ivo Babuški (ur. 1926), profesora na University of Texas. Przed jej nadaniem planetoida nosiła oznaczenie tymczasowe (36060) 1999 RM43.